# Parelloop 2000
De Parelloop 2000 vond plaats op zondag 9 april 2000. Het was de twaalfde editie van dit evenement, dat werd gesponsord door Liptonice.
De wedstrijd werd bij de mannen gewonnen door de Keniaan Paul Malakwen Kosgei in 27.38. Hij had een minuut voorsprong op zijn landgenoot John Cheruiyot Korir. Bij de vrouwen zegevierde zijn landgenote Susan Chepkemei. Zij won met een tijd van 32.25 deze wedstrijd voor de tweede maal, want twee jaar geleden won ze ook al eens de 10 km bij dit evenement. De voormalige Russische en tot Nederlandse genaturaliseerde Nadezhda Wijenberg, die met 33.35 als vierde finishte, was de snelste van de Europese deelneemsters.
In totaal finishten 573 mannen en 587 vrouwen.

## Wedstrijd
Mannen
| rang   | naam                 | land | tijd  |
| ------ | -------------------- | ---- | ----- |
| Goud   | Paul Malakwen Kosgei | KEN  | 27.38 |
| Zilver | John Cheruiyot Korir | KEN  | 28.38 |
| Brons  | John Kipchumba       | KEN  | 29.25 |
| 4      | Emil de Jonge        | RSA  | 29.39 |
| 5      | Luc Krotwaar         | NED  | 29.44 |
| 6      | Jeroen van Damme     | NED  | 30.14 |
| 7      | Sander Schutgens     | NED  | 30.17 |
| 8      | Hugo van den Broek   | NED  | 30.19 |
| 9      | René Godlieb         | NED  | 30.20 |
| 10     | Abdelaziz Bougra     | NED  | 30.28 |

Vrouwen
| rang   | naam                     | land | tijd  |
| ------ | ------------------------ | ---- | ----- |
| Goud   | Susan Chepkemei          | KEN  | 32.25 |
| Zilver | Magdaline Chemcho        | KEN  | 32.30 |
| Brons  | Jane Chebiwott           | KEN  | 33.01 |
| 4      | Nadezhda Wijenberg       | NED  | 33.35 |
| 5      | Anne van Schuppen        | NED  | 34.34 |
| 6      | Wilma van Onna           | NED  | 34.52 |
| 7      | Sandra van Haesevelde    | BEL  | 35.11 |
| 8      | Annelieke van der Sluijs | NED  | 36.07 |
| 9      | Mary Kukkohovi           | FIN  | 36.29 |

1989 ·
1990 ·
1991 ·
1992 ·
1993 ·
1994 ·
1995 ·
1996 ·
1997 ·
1998 ·
1999 ·
2000 ·
2001 ·
2002 ·
2003 ·
2004 ·
2005 ·
2006 ·
2007 ·
2008 ·
2009 ·
2010 ·
2011 ·
2012 ·
2013 ·
2014 ·
2015 ·
2016 ·
2017 ·
2018 ·
2019 ·
2020 (afgelast) ·
2021 (afgelast) ·
2022 ·
2023 ·
2024